# Шванштеттен
Шванштеттен (нім. Schwanstetten) — сільська громада в Німеччині, розташована в землі Баварія. Підпорядковується адміністративному округу Середня Франконія. Входить до складу району Рот.
Площа — 32,41 км2. Населення становить 7317 ос. (станом на 31 грудня 2020).

## Географія

### Адміністративний поділ
Громада  складається з 6 районів:
- Лерштеттен
- Шванд
- Фурт
- Міттельгембах
- Гарм
- Гагерсгоф